# 似異齒䲁
似異齒䲁（學名：Ecsenius aequalis），又稱似無鬚䲁，為輻鰭魚綱鳚形目䲁科異齒䲁屬的一種，分布於西太平洋巴布亞紐幾內亞及澳洲大堡礁海域，深度2至11公尺，本魚體延長，稍側扁，似圓柱狀；頭鈍短。前鼻孔具一鼻鬚；無眼上鬚及頸鬚，體色灰色到棕褐色，身體上有四條狹窄的黑色條紋或虛線，其中一條沿著背鰭基部，背鰭硬棘12枚、背鰭軟條13-15枚、臀鰭硬棘2枚、臀鰭軟條14-17枚，體長可達4.3公分，棲息在水淺的珊瑚礁，雌魚產附著性卵，雄魚有護卵行為，幼魚為浮游性，生活習性不明。